# Bulat-Pestivien
Bulat-Pestivien (bretonisch Bulad-Pestivien) ist eine französische Gemeinde mit 409 Einwohnern (Stand: 1. Januar 2022) im Département Côtes-d’Armor in der Region Bretagne. Sie gehört zum Arrondissement Guingamp und zum Kanton Callac. Die Einwohner werden Bulatois(es) genannt.

## Geographie
Bulat-Pestivien liegt etwa 42 Kilometer westsüdwestlich von Saint-Brieuc. An der nordöstlichen Gemeindegrenze verläuft der Fluss Léguer, im Südwesten der Pont Hellou.

## Bevölkerungsentwicklung
| Bulat-Pestivien: Einwohnerzahlen von 1793 bis 2016                                                                         | Bulat-Pestivien: Einwohnerzahlen von 1793 bis 2016 | Bulat-Pestivien: Einwohnerzahlen von 1793 bis 2016 | Bulat-Pestivien: Einwohnerzahlen von 1793 bis 2016 | Bulat-Pestivien: Einwohnerzahlen von 1793 bis 2016 |
| --- | -------------------------------------------------- | -------------------------------------------------- | -------------------------------------------------- | -------------------------------------------------- |
| Jahr |                                                    |                                                    |                                                    | Einwohner                                          |
| 1793 | 1793                                               |                                                    | 1.183                                              | 1.183                                              |
| 1800 | 1800                                               |                                                    | 1.213                                              | 1.213                                              |
| 1806 | 1806                                               |                                                    | 1.193                                              | 1.193                                              |
| 1821 | 1821                                               |                                                    | 1.303                                              | 1.303                                              |
| 1831 | 1831                                               |                                                    | 1.358                                              | 1.358                                              |
| 1836 | 1836                                               |                                                    | 1.543                                              | 1.543                                              |
| 1841 | 1841                                               |                                                    | 1.503                                              | 1.503                                              |
| 1846 | 1846                                               |                                                    | 1.603                                              | 1.603                                              |
| 1851 | 1851                                               |                                                    | 1.544                                              | 1.544                                              |
| 1856 | 1856                                               |                                                    | 1.478                                              | 1.478                                              |
| 1861 | 1861                                               |                                                    | 1.450                                              | 1.450                                              |
| 1866 | 1866                                               |                                                    | 1.592                                              | 1.592                                              |
| 1872 | 1872                                               |                                                    | 1.608                                              | 1.608                                              |
| 1876 | 1876                                               |                                                    | 1.696                                              | 1.696                                              |
| 1881 | 1881                                               |                                                    | 1.921                                              | 1.921                                              |
| 1886 | 1886                                               |                                                    | 1.747                                              | 1.747                                              |
| 1891 | 1891                                               |                                                    | 1.680                                              | 1.680                                              |
| 1896 | 1896                                               |                                                    | 1.719                                              | 1.719                                              |
| 1901 | 1901                                               |                                                    | 1.669                                              | 1.669                                              |
| 1906 | 1906                                               |                                                    | 1.711                                              | 1.711                                              |
| 1911 | 1911                                               |                                                    | 1.755                                              | 1.755                                              |
| 1921 | 1921                                               |                                                    | 1.697                                              | 1.697                                              |
| 1926 | 1926                                               |                                                    | 1.605                                              | 1.605                                              |
| 1931 | 1931                                               |                                                    | 1.512                                              | 1.512                                              |
| 1936 | 1936                                               |                                                    | 1.357                                              | 1.357                                              |
| 1946 | 1946                                               |                                                    | 1.186                                              | 1.186                                              |
| 1954 | 1954                                               |                                                    | 1.038                                              | 1.038                                              |
| 1962 | 1962                                               |                                                    | 970                                                | 970                                                |
| 1968 | 1968                                               |                                                    | 812                                                | 812                                                |
| 1975 | 1975                                               |                                                    | 658                                                | 658                                                |
| 1982 | 1982                                               |                                                    | 531                                                | 531                                                |
| 1990 | 1990                                               |                                                    | 446                                                | 446                                                |
| 1999 | 1999                                               |                                                    | 432                                                | 432                                                |
| 2006 | 2006                                               |                                                    | 464                                                | 464                                                |
| 2011 | 2011                                               |                                                    | 462                                                | 462                                                |
| 2016 | 2016                                               |                                                    | 430                                                | 430                                                |
| Quelle(n): EHESS/Cassini bis 1999, INSEE ab 2006 Anmerkung(en): Ab 1962 offizielle Zahlen ohne Einwohner mit Zweitwohnsitz |                                                    |                                                    |                                                    |                                                    |

## Sehenswürdigkeiten
Siehe auch: Liste der Monuments historiques in Bulat-Pestivien
- Dorfkirche Notre Dame de Bulat aus dem 14./15. Jahrhundert, restauriert 1842–1850; seit 1907 als Monument historique klassifiziert[3]
- Kapelle Saint-Blaise aus dem Jahr 1525, erweitert 1775; Calvaire seit 1911 als Monument historique klassifiziert, Kapelle und Friedhof seit 1964 als solches eingeschrieben[4]
- Dorfbrunnen/Quellen von Le Coq, de la Vierge und Sept Saints de Bretagne; seit 1913 als Monument historique klassifiziert[5]
- Herrenhäuser von Bodelio (17. Jahrhundert), Clos-Bras und Garenne
- Kapelle Sainte-Anne Radenek (oder Radenec; auch Sainte-Anne des Fougères) (erbaut 1767–1770)
- Kapelle Saint-Joseph aus dem 16. Jahrhundert
- Wegkreuze Coz Caraes und Stanqué
- Kalvarienberg von Saint-Blaise aus dem Jahr 1550
- Ehemaliges Pfarrhaus aus dem Jahr 1708
- Alte Häuser in Flourden und Keravel
- Eiche von Tronjoly (1500–1700 Jahre alt)
- Fünf Mühlen
- Tumulus in Kerjulou und Kernech
- Denkmal für die Gefallenen[6]

Quellen:

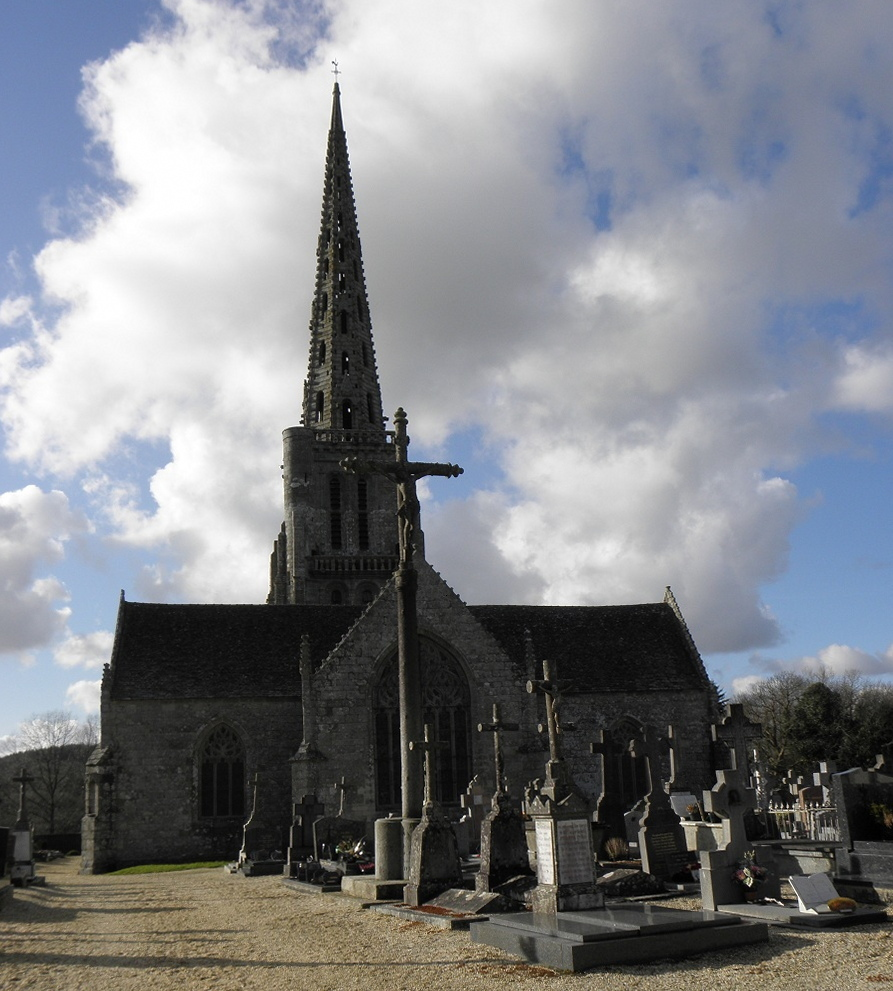
Dorfkirche Notre Dame und Friedhof
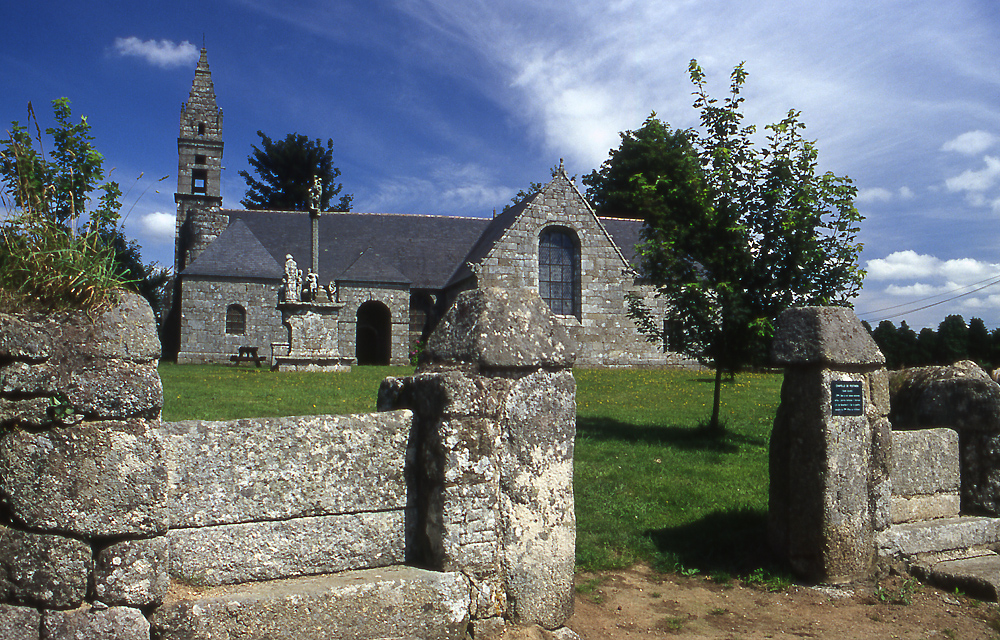
Kapelle Saint-Blaise
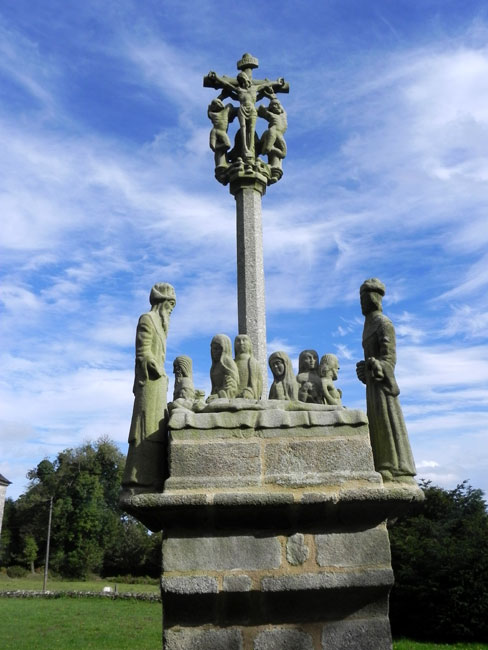
Calvaire
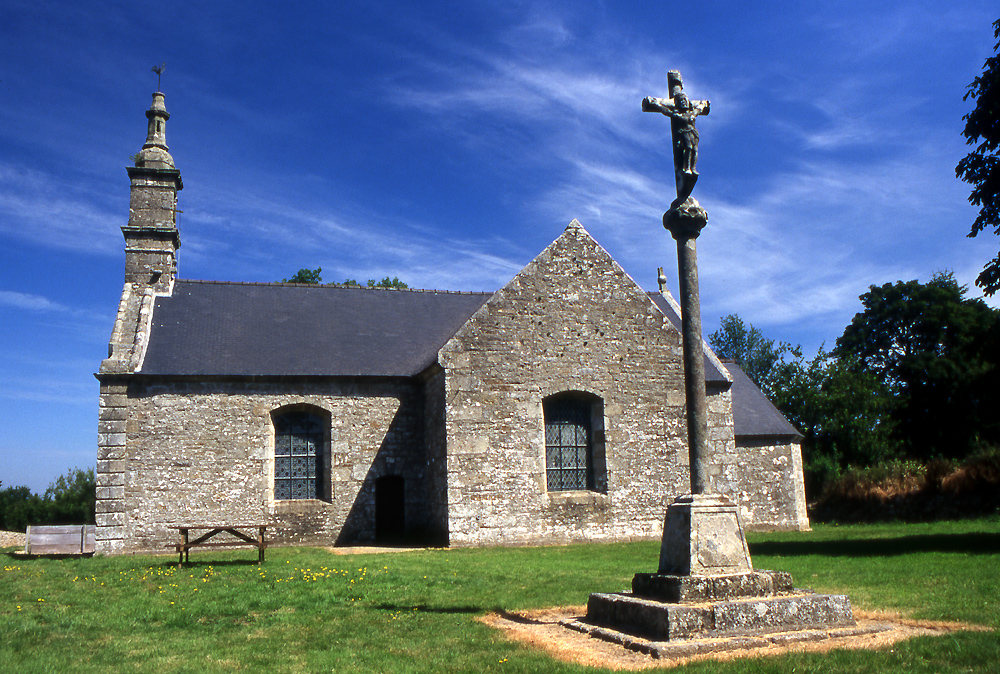
Kapelle Sainte-Anne Radenek
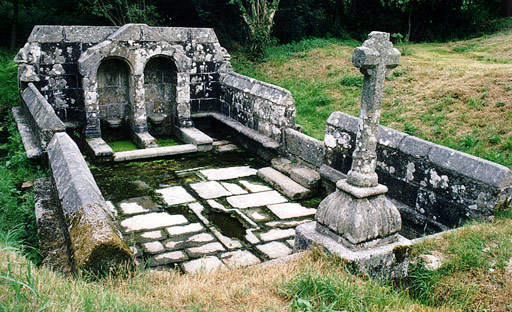
Dorfbrunnen Le Coq
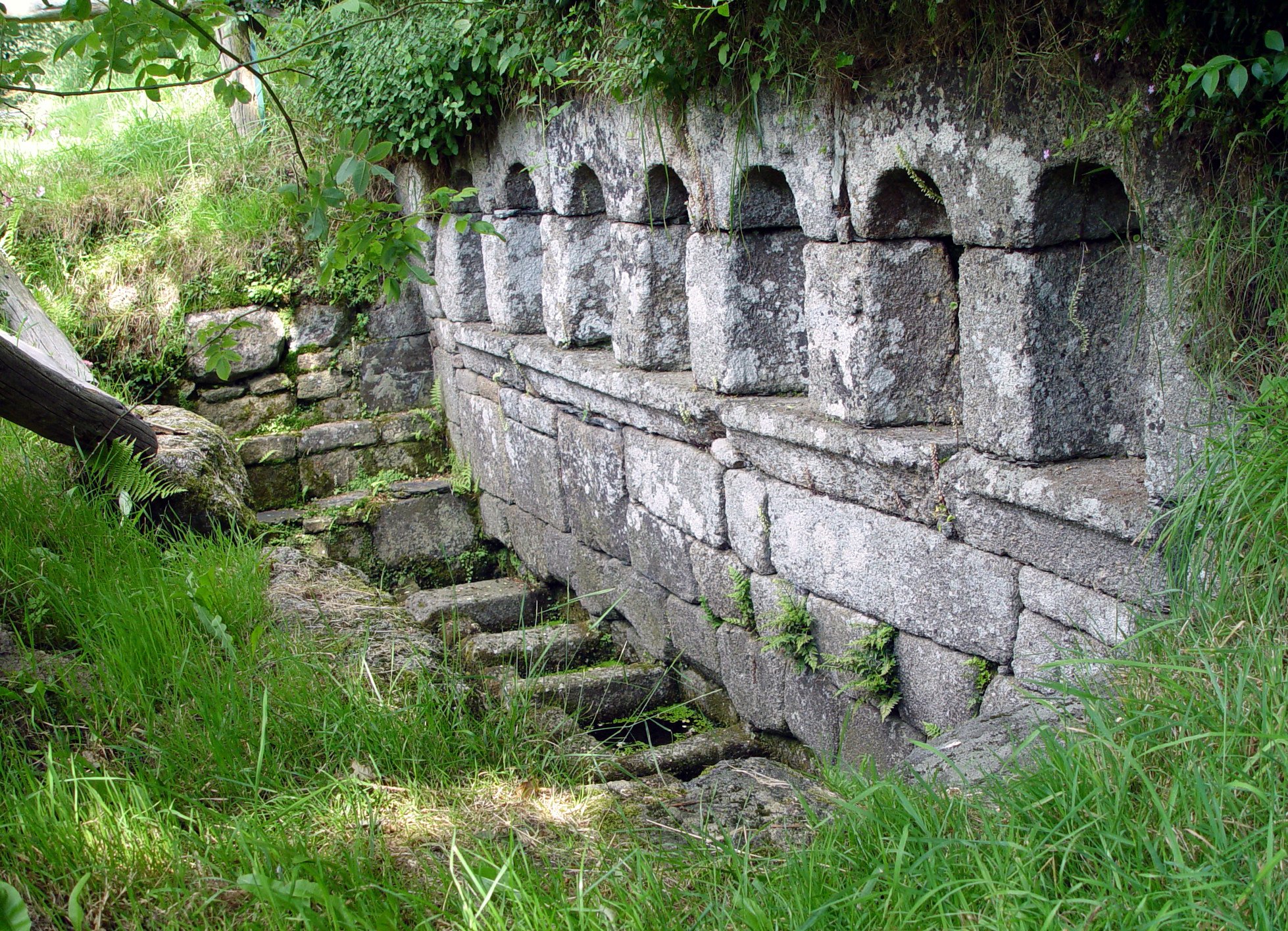
Dorfbrunnen Sept Saints de Bretagne
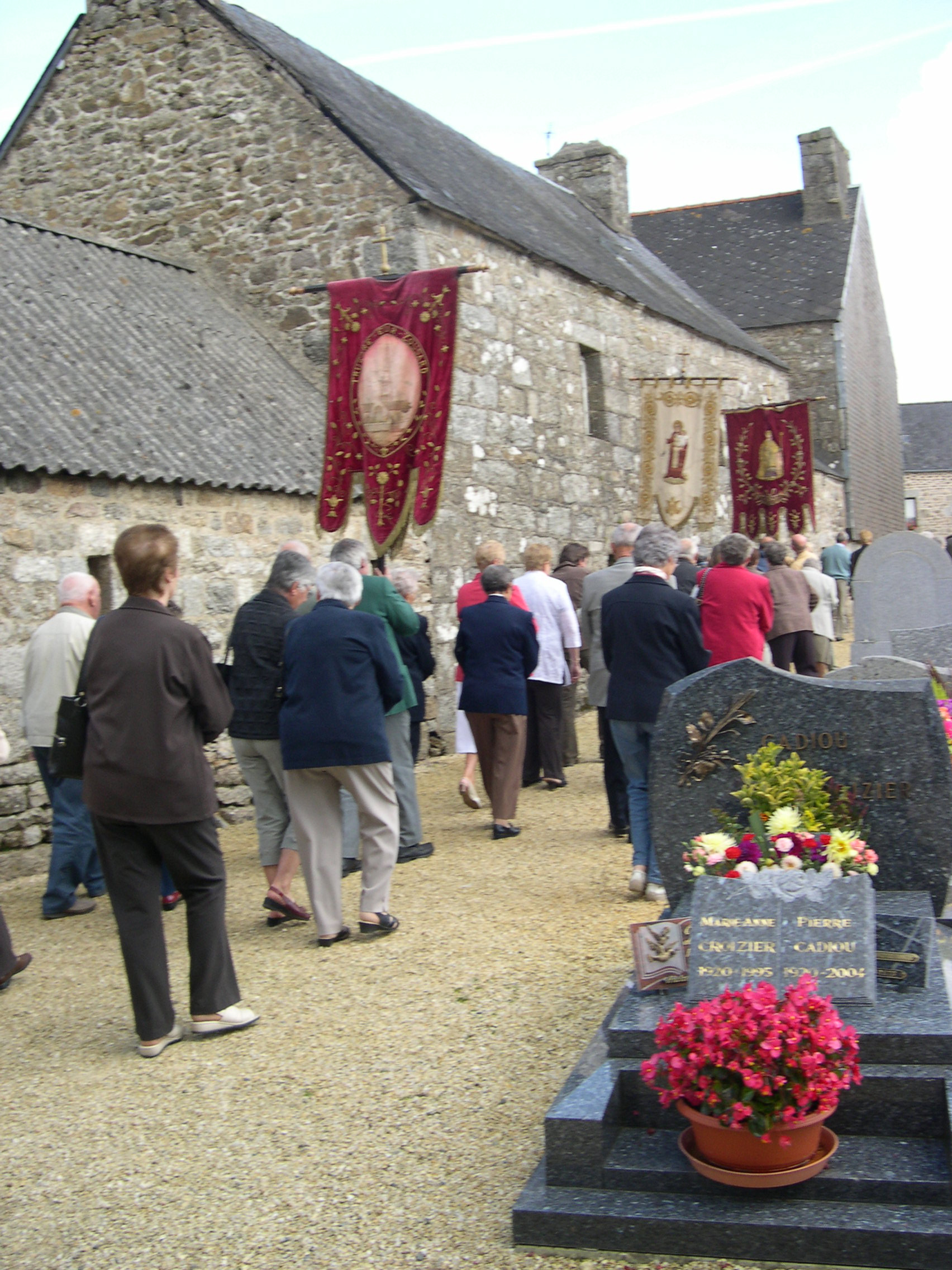
Pardon (Wallfahrt) in Bulat-Pestivien
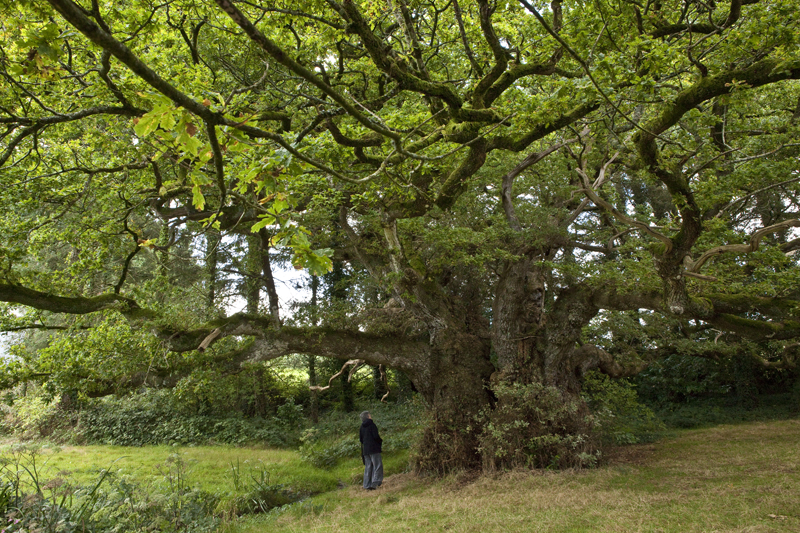
Eiche von Tronjoly